# Argios
Argios (altgriechisch Ἄργιος Árgios) ist in der griechischen Mythologie einer der 50 Söhne des Aigyptos, des Zwillingsbruders von Danaos. Seine Mutter stammte aus Phönizien und hatte mit Aigyptos sechs weitere Söhne: Agaptolemos, Kerketes, Eurydamas, Aigios, Archelaos und Menemachos.
Für die Massenhochzeit der 50 Söhne des Aigyptos mit den 50 Töchtern des Danaos, bei der das Los über die Paarbildungen entschied, wurde ihm Euippe, die Tochter einer aithiopischen Mutter, als Gemahlin zugewiesen. Wie die übrigen Söhne des Aigyptos mit Ausnahme des Lynkeus wurde er in der Hochzeitsnacht von seiner Ehefrau getötet.